# NHK和賀テレビ中継局
NHK和賀テレビ中継局（エヌエイチケイわがテレビちゅうけいきょく）は、岩手県北上市の旧和賀郡和賀町域に置かれていたNHK盛岡放送局の地上アナログ放送中継局。なお、地上デジタル放送中継局は開設されず、遠野や一関の各中継局や盛岡送信所などからの電波を受信することになった。

## 中継局概要
| 放送局名          | チャンネル | 空中線電力        | ERP               | 放送対象地域 | 放送区域内世帯数 | 偏波面   |
| NHK盛岡総合テレビ | 46         | 映像3W /音声750mW | 映像19W /音声4.7W | 岩手県       | 不明             | 垂直偏波 |
| NHK盛岡教育テレビ | 48         | 映像3W /音声750mW | 映像19W /音声4.7W | 全国         | 不明             | 垂直偏波 |

- 当初、全国一斉の2011年7月24日で廃局となる予定だったが、東日本大震災発生により、アナログ波停波が、2012年3月31日まで延期された。